# جورج هوبكينز وليامز الثاني
جورج هوبكينز وليامز الثاني (بالإنجليزية: George Hopkins Williams II)‏ هو مؤرخ أمريكي، ولد في 7 أبريل 1915 في فورست في الولايات المتحدة، وتوفي في 9 يوليو 2006 في دالاس في الولايات المتحدة.